# Ignacy Wieniewski
Ignacy Wieniewski (ur. 28 stycznia 1896 w Tarnopolu, zm. 16 sierpnia 1986 w Londynie) – polski historyk literatury, filolog klasyczny, eseista, tłumacz, urzędnik.

## Edukacja
W 1914 ukończył z odznaczeniem C. K. IV Gimnazjum we Lwowie (kształcił się wraz z Janem Parandowskim, a jego nauczycielami w zakresie języków antycznych byli polscy filologowie: Kazimierz Kolbuszewski, Jan Szczepański i Wincenty Śmiałek). Wybuch I wojny światowej zastał go w Paryżu, gdzie spędzał wakacje w roku 1914. W latach 1914–1917 studiował filologię klasyczną na Sorbonie i w Collège de France w Paryżu. Studia ukończył w 1917, przedstawiając pracę dyplomową pt. L’Element grecs dans la litterature polonaise de la Renaissance (Element grecki w literaturze polskiej epoki Odrodzenia). Wstąpił do formowanej we Francji armii gen. Józefa Hallera i wraz z nią powrócił do Polski. 1918–1921 pogłębiał studia klasyczne na Uniwersytecie Jana Kazimierza we Lwowie. Zakończył je doktoratem na podstawie dysertacji pt. Historia poglądów na charakter poematów Homera (promotor: prof. Stanisław Witkowski).

## Praca zawodowa
W latach 1921–1923 był asystentem na Uniwersytecie Jana Kazimierza we Lwowie i zastępcą nauczyciela w gimnazjum. W 1923 został zatrudniony na stanowisku referenta prasowego w Ministerstwie Wyznań Religijnych i Oświecenia Publicznego w Warszawie. Od 1926 do 1933 był kierownikiem referatu szkolnictwa polskiego za obczyźnie w tymże ministerstwie. W latach 1933–1939 był nauczycielem greki i łaciny w gimnazjach i liceach warszawskich.

## Okres II wojny światowej
Brał udział w wojnie obronnej Polski 1939. Po ataku wojsk sowieckich na Polskę przekroczył wraz z oddziałem granicę rumuńską i został internowany w Rumunii. W mieście Craiova założył polskie gimnazjum i przez rok był dyrektorem tej szkoły. Jako porucznik rezerwy przedostał się w roku 1940 do Francji, by tam wstąpić do tworzących się oddziałów polskich. Po klęsce Francji służył w wojsku polskim na terenie Wielkiej Brytanii. W latach 1941–1945 był naczelnikiem Wydziału Polskiego w Ministerstwie Wyznań Religijnych i Oświecenia Publicznego w Londynie. Krótko był też wykładowcą łaciny polskim gimnazjum w Perth.

## Emigracja
Po zakończeniu wojny nie powrócił do kraju. W latach 1945–1954 pracował w Komitecie Oświaty Polaków w Wielkiej Brytanii. W 1953 odbył habilitację i został docentem, później profesorem Polskiego Uniwersytetu na Obczyźnie. W 1966 odszedł na emeryturę. Członek i przewodniczący Wydziału Humanistycznego Polskiego Towarzystwa Naukowego na Obczyźnie. Mimo propozycji i zabiegów polskich filologów klasycznych (m.in. Kazimierza Kumanieckiego, profesora Uniwersytetu Warszawskiego) do Polski nie powrócił. W Londynie spędził resztę życia. Podpisał list pisarzy polskich na Obczyźnie, solidaryzujących się z sygnatariuszami protestu przeciwko zmianom w Konstytucji Polskiej Rzeczypospolitej Ludowej (List 59).
Zarządzeniem z 15 sierpnia 1985 Prezydenta RP na uchodźstwie Edwarda Raczyńskiego został odznaczony Krzyżem Oficerskim Orderu Odrodzenia Polski za wybitne zasługi położone dla kultury polskiej.

## Dorobek translatorski
Był utalentowanym i cenionym tłumaczem, autorem licznych przekładów z literatury greckiej i rzymskiej, m.in. przełożył Eneidę Wergiliusza oraz Iliadę Homera (obie translacje prócz edycji londyńskich doczekały się też kilku wydań krajowych). Mniejsze dokonania translacyjne zawarł w zbiorku Muza i Kamena. Wybór przekładów literatury greckiej i rzymskiej (Londyn 1976). Wypowiadał się też kilkakrotnie w sprawach translatoryki jako teoretyk przekładu.

## Dorobek naukowy i publicystyczny
W pracy naukowej chętnie sięgał do literatury polskiej i wykazywał wpływy antyczne u autorów polskich doby renesansu, romantyzmu, Młodej Polski. Prócz rozpraw dotyczących antyku pisywał też liczne eseje i szkice o stanie kultury i literatury polskiej na obczyźnie. W swych esejach przeciwstawił XX-wiecznemu dehumanizmowi wzór człowieczeństwa wywiedziony z kultury antycznej. Przez kilka lat pełnił (od 1957) pełnił funkcję wiceprezesa Związku Pisarzy Polskich na Obczyźnie. W 1960 został uhonorowany nagrodą tegoż Związku. W 1981 otrzymał nagrodę pisarską Stowarzyszenia Polskich Kombatantów.
Laureat Nagrody Związku Pisarzy Polskich na Obczyźnie w 1961.

## Ważniejsze publikacje
- Szkolnictwo polskie na obczyźnie (Warszawa 1930)
- Podstawy kultury polskiej. Próby zarysu (Londyn 1946)
- Powrót na Via Appia (Londyn 1951)
- Antycznym szlakiem. Studia i szkice (Londyn 1964)
- Kalejdoskop wspomnień (Londyn 1970)
- Pisma wybrane (Londyn 1980)
- Wpływ kultury klasycznej na kulturę polską (Londyn 1982)